# Vicky Van de Peer
Vicky Van de Peer (* 11. Januar 2001) ist eine belgische Tennisspielerin.

## Karriere
Van de Peer trat bislang vor allem bei Turnieren der ITF Junior Tour und der ITF Women’s World Tennis Tour an, wo sie bisher je zwei Titel im Einzel und Doppel gewinnen konnte.

## Turniersiege

### Einzel
| Nr. | Datum           | Turnier | Kategorie | Belag | Finalgegnerin     | Ergebnis      |
| --- | --------------- | ------- | --------- | ----- | ----------------- | ------------- |
| 1.  | 21. August 2022 | Duffel  | ITF W15   | Sand  | Hanne Vandewinkel | 6:0, 6:3      |
| 2.  | 16. April 2023  | Antalya | ITF W15   | Sand  | Michaela Laki     | 3:6, 6:3, 6:2 |

### Doppel
| Nr. | Datum             | Turnier  | Kategorie | Belag     | Partnerin    | Finalgegnerinnen                             | Ergebnis |
| --- | ----------------- | -------- | --------- | --------- | ------------ | -------------------------------------------- | -------- |
| 1.  | 7. September 2024 | Dinard   | ITF W15   | Sand      | Emily Welker | Melody Hefti Jana Leder                      | 6:3, 6:1 |
| 2.  | 30. November 2024 | Monastir | ITF W15   | Hartplatz | Julia Adams  | Sebastianna Scilipoti Eliessa Vanlangendonck | 6:4, 6:2 |